# 弗兰克·库尔茨
弗兰克·库尔茨（英語：Frank Kurtz，1911年9月9日—1996年10月31日），美国男子跳水运动员。他曾代表美国参加1932年和1936年夏季奥林匹克运动会跳水比赛，其中1932年奥运会获得一枚铜牌。